# 藻井

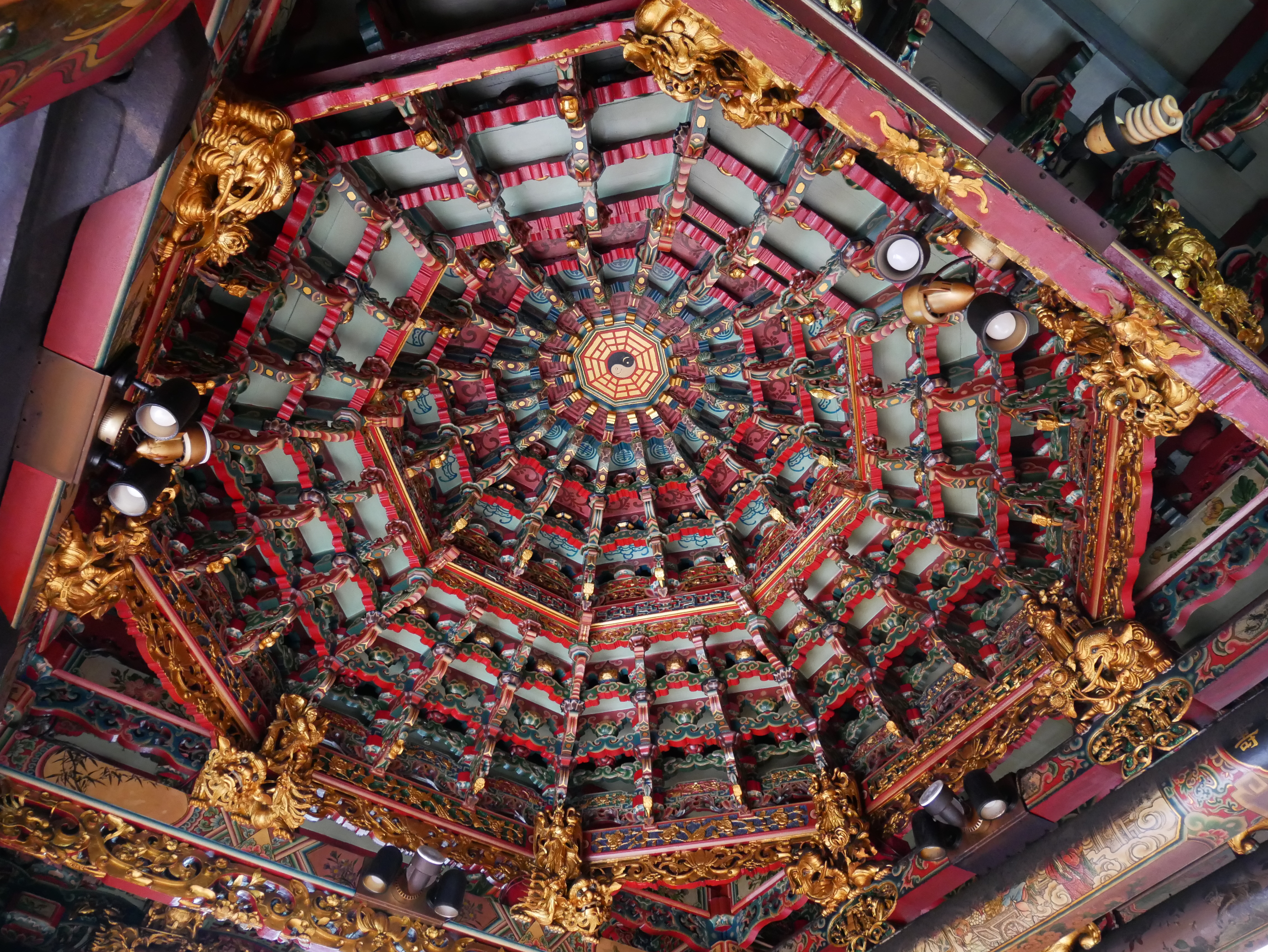
新竹都城隍廟三川殿藻井

藻井，又稱綺井、天井、方井、復海、斗八、圜等，台灣匠師也稱之為結網，是中國傳統建築的一種天花板結構及頂部裝飾手法，將建築物頂棚向上凹進如井狀，四壁飾有藻飾花紋，故而得名，其目的是突出主體空間。
藻井一般由多層斗拱組成，由下而上不斷收縮，形成下大頂小的倒置斗形，外層方形或多邊型，頂心一般圓形，稱為「明鏡」。
藻井至少從漢代開始佛教石窟的洞頂裝飾，以莫高窟的藻井較為有名。現存最早的木製藻井，是位於天津薊縣獨樂寺觀音閣上的藻井，建於公元984年。

## 敦煌的藻井

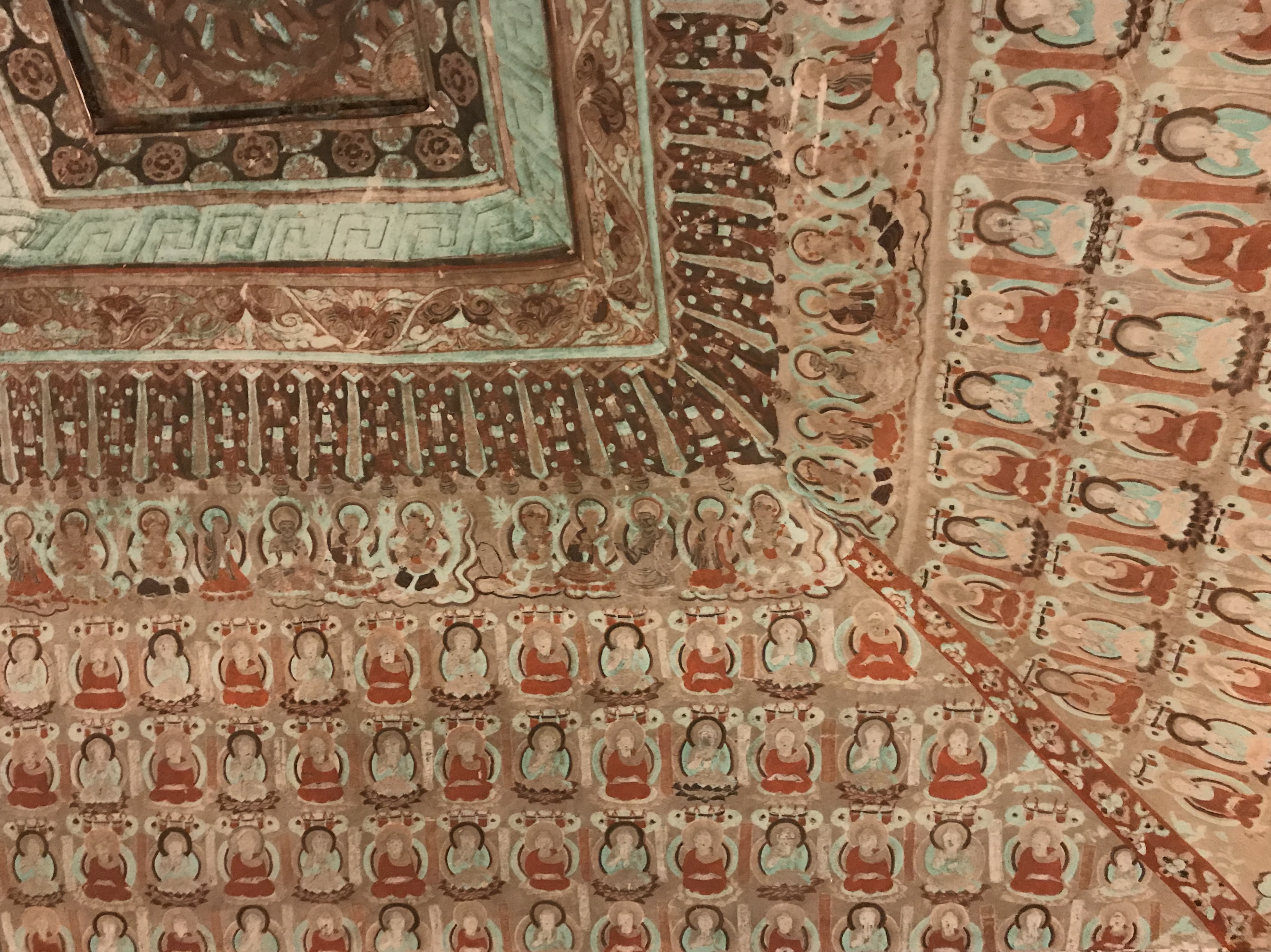
敦煌石窟的藻井

在敦煌石窟图案中，藻井是颇具特色的一个重要组成部分。在敦煌石窟中，藻井位于石窟顶部，受风沙及恶劣自然环境的损坏较少，也免除了许多人为的损坏，故大部分保存得很好。
在敦煌石窟中，有400多顶藻井，都绘制十分精致。根据方井结构和中心纹样，可分为五类：
- 方井套叠藻井
- 盘茎莲花藻井
- 飞天莲花藻井
- 双龙莲花藻井
- 大莲花藻井

## 圖片集

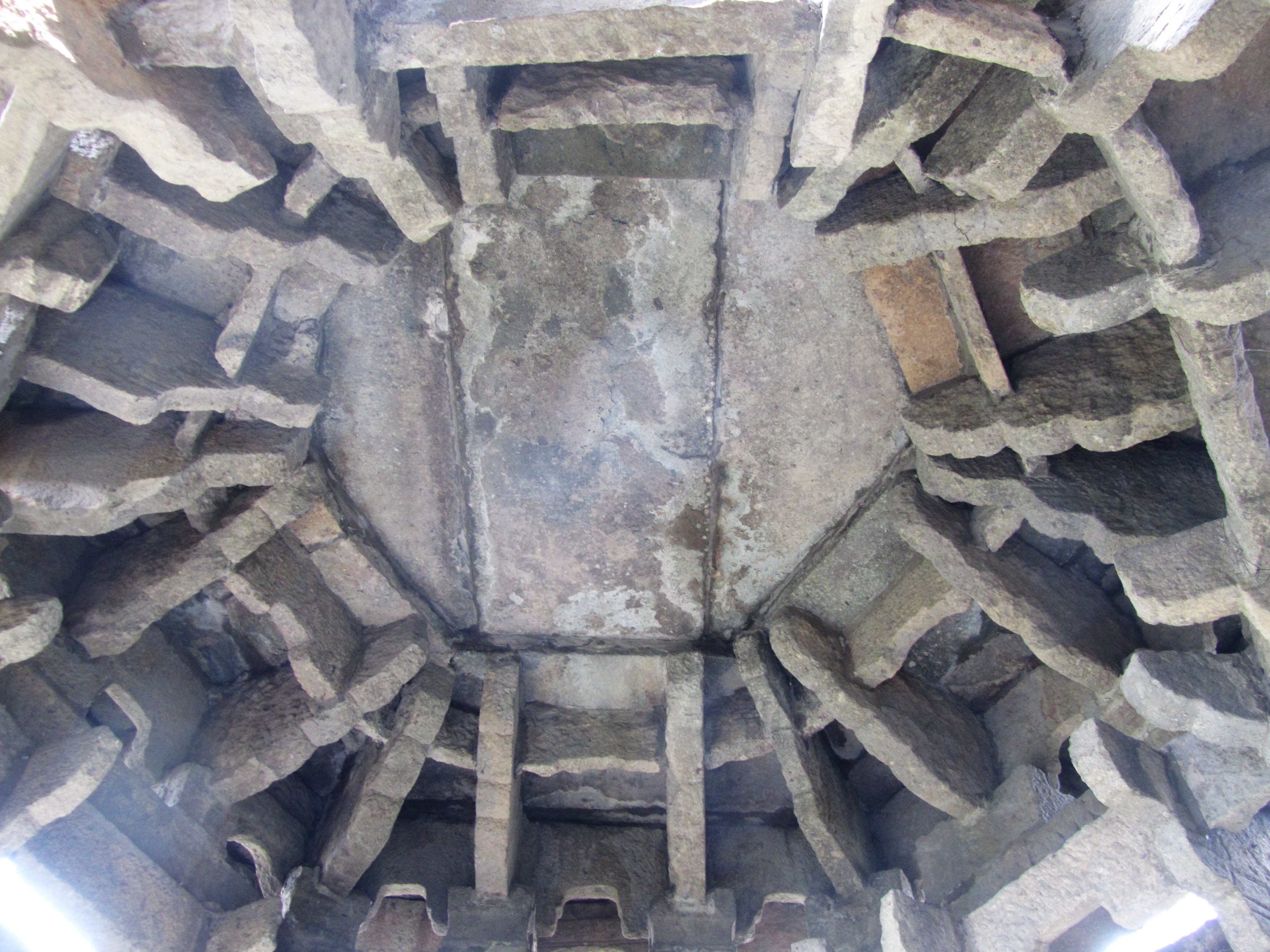
杭州丁鶴年墓亭的藻井
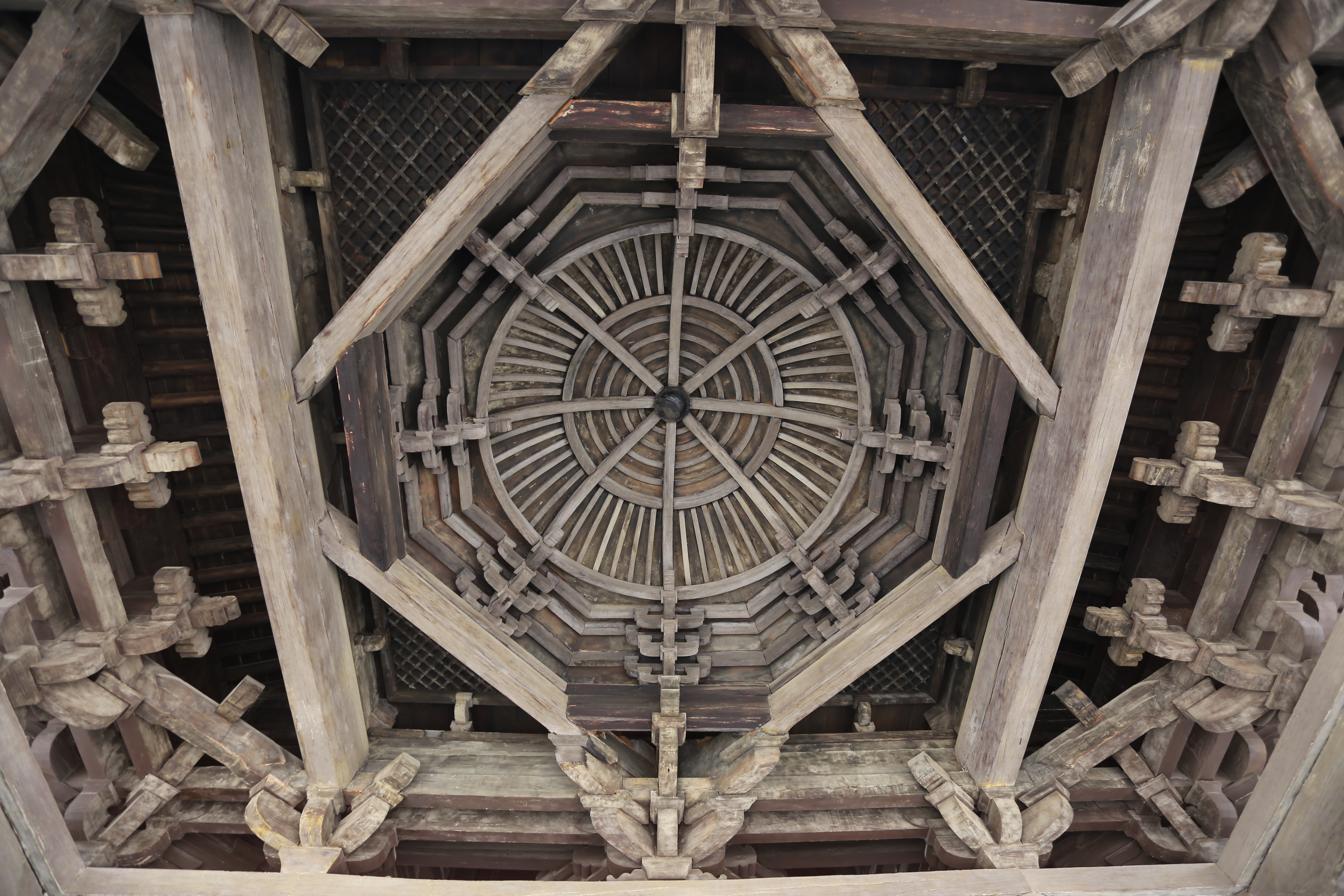
大同華嚴寺普光明殿的抱廈藻井
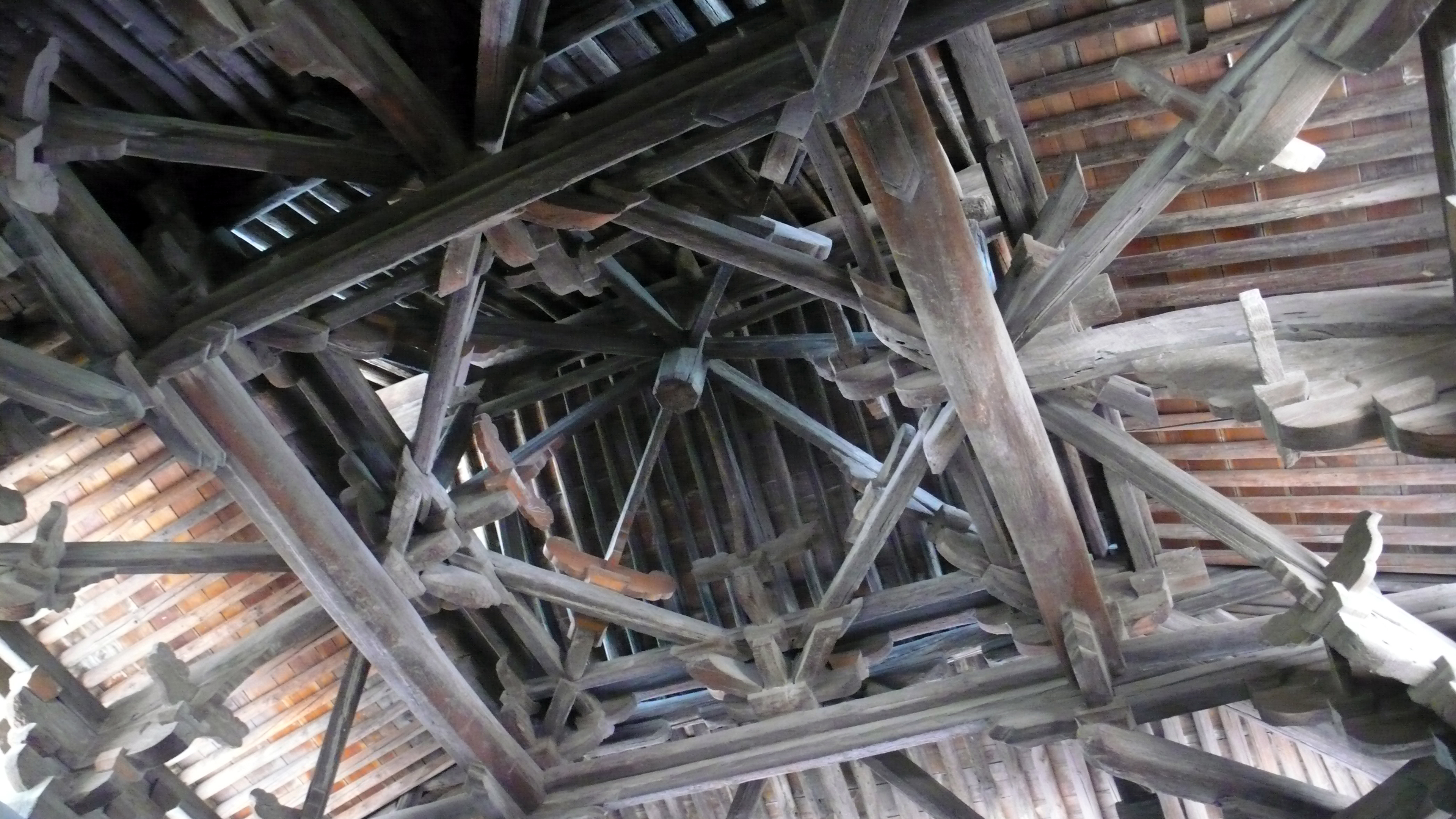
王曲東嶽廟戲台的藻井
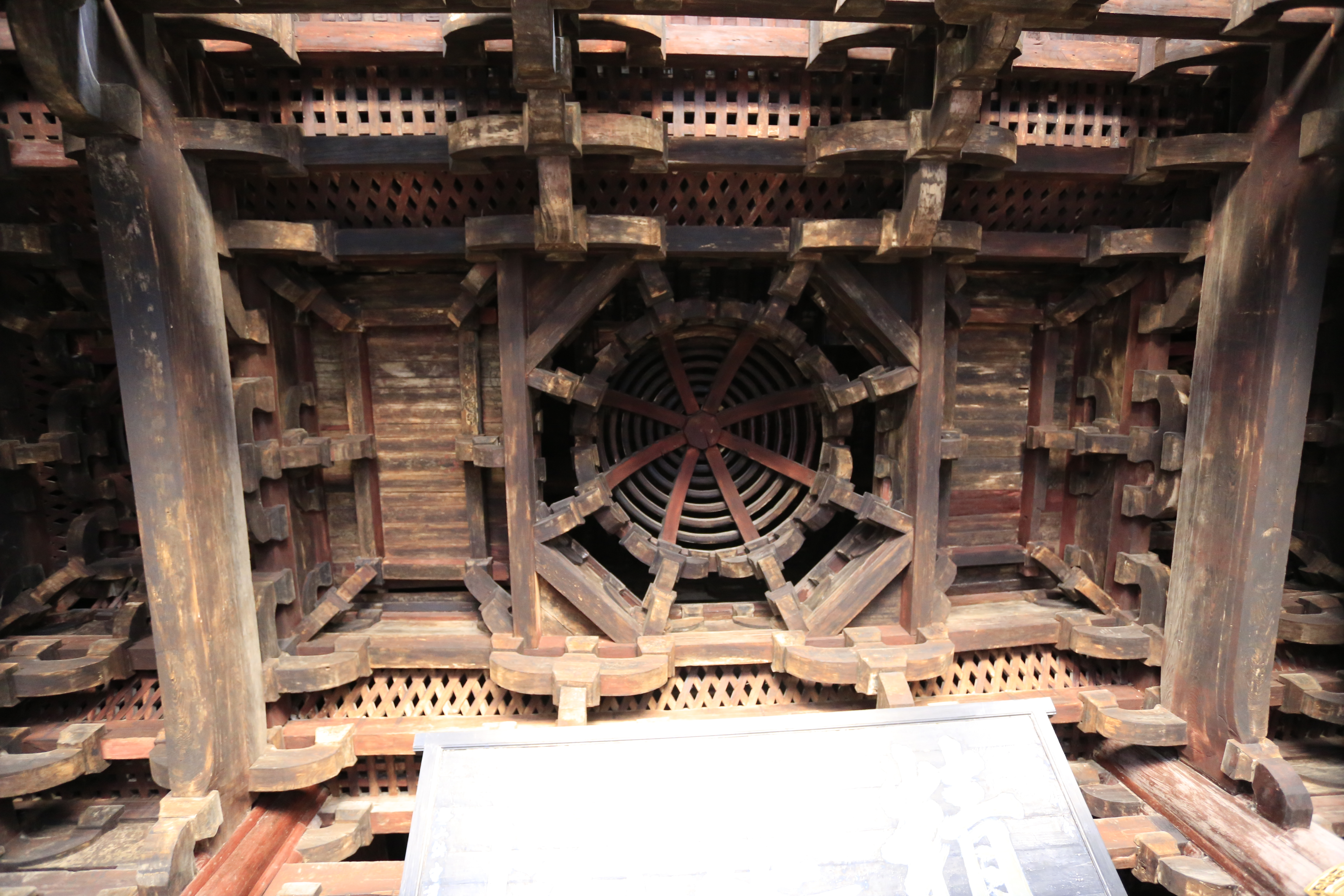
寧波市保國寺大殿中部藻井
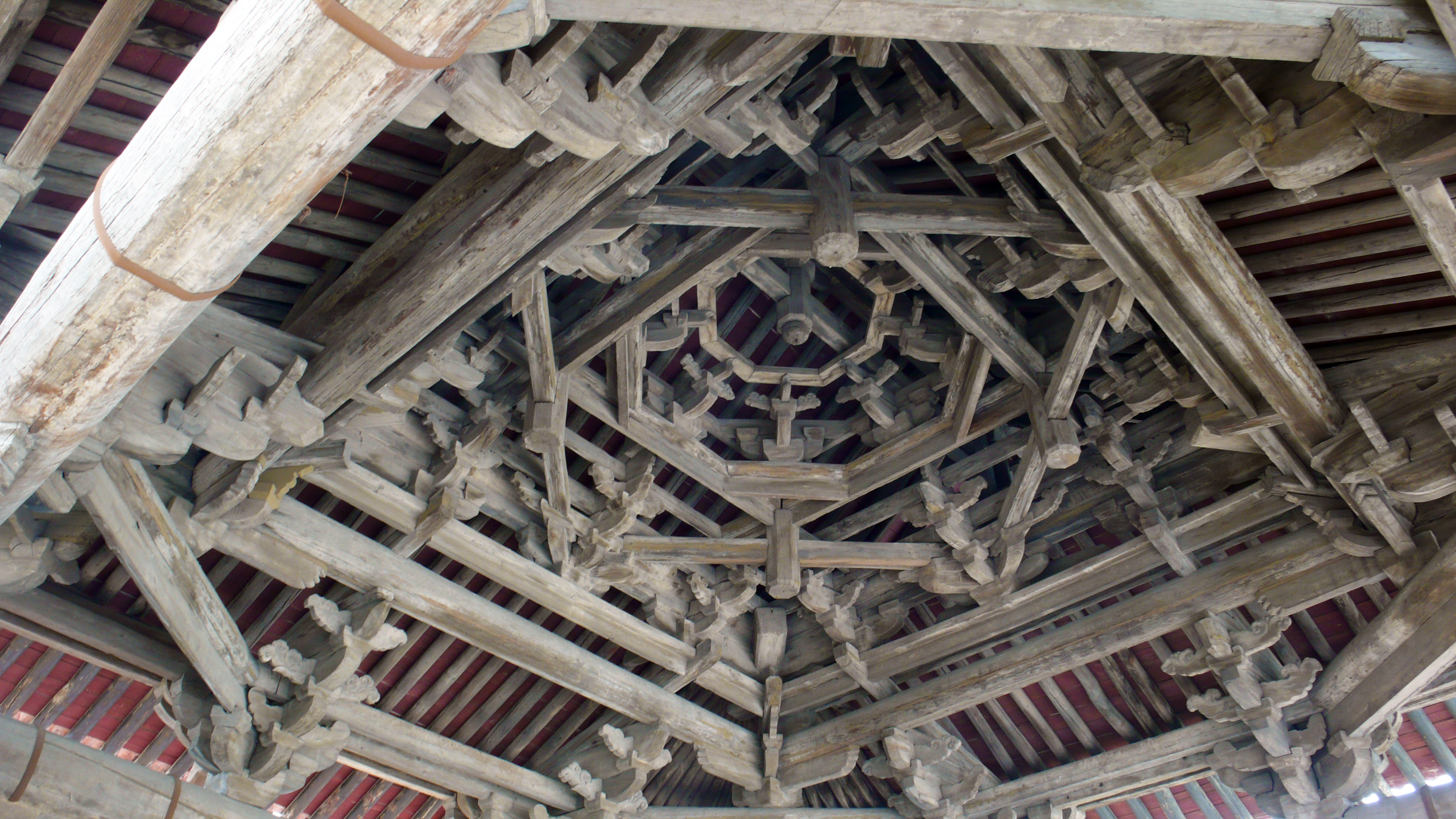
山西牛王廟戲台藻井
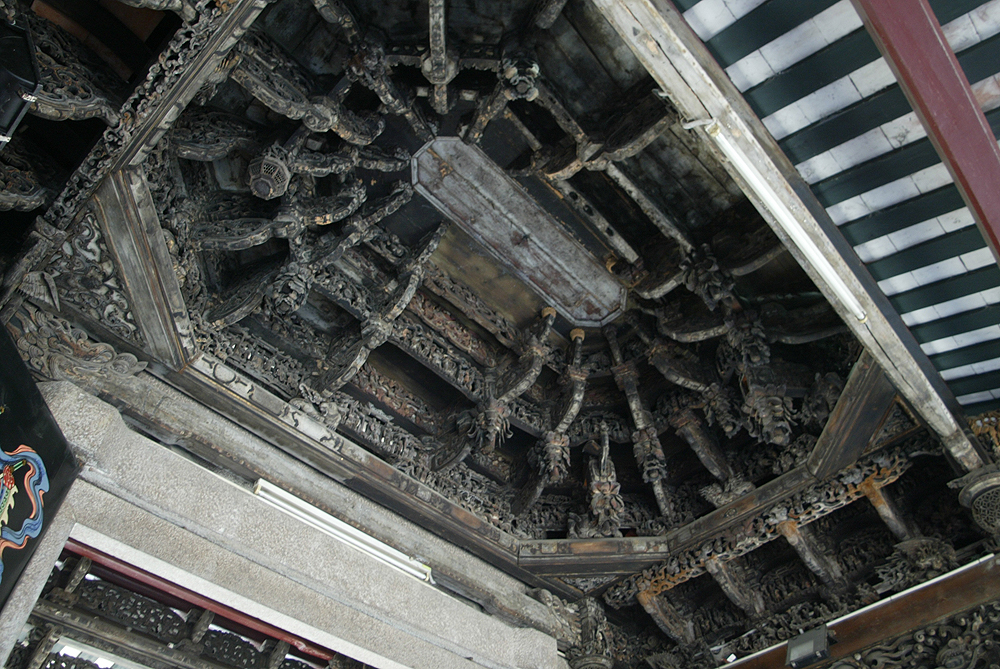
揭陽東門關帝廟山門内藻井
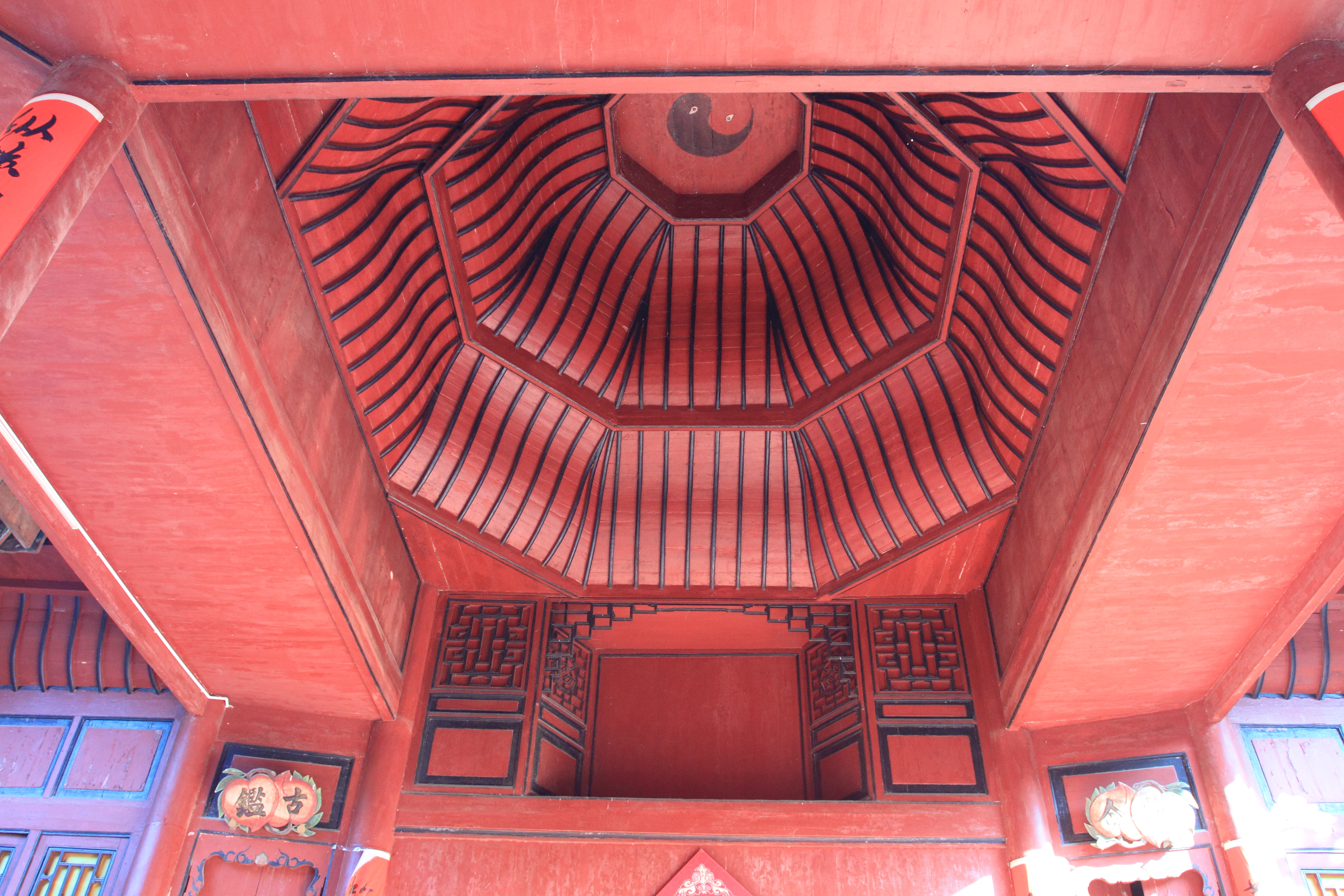
恭城武廟倒座戲台藻井
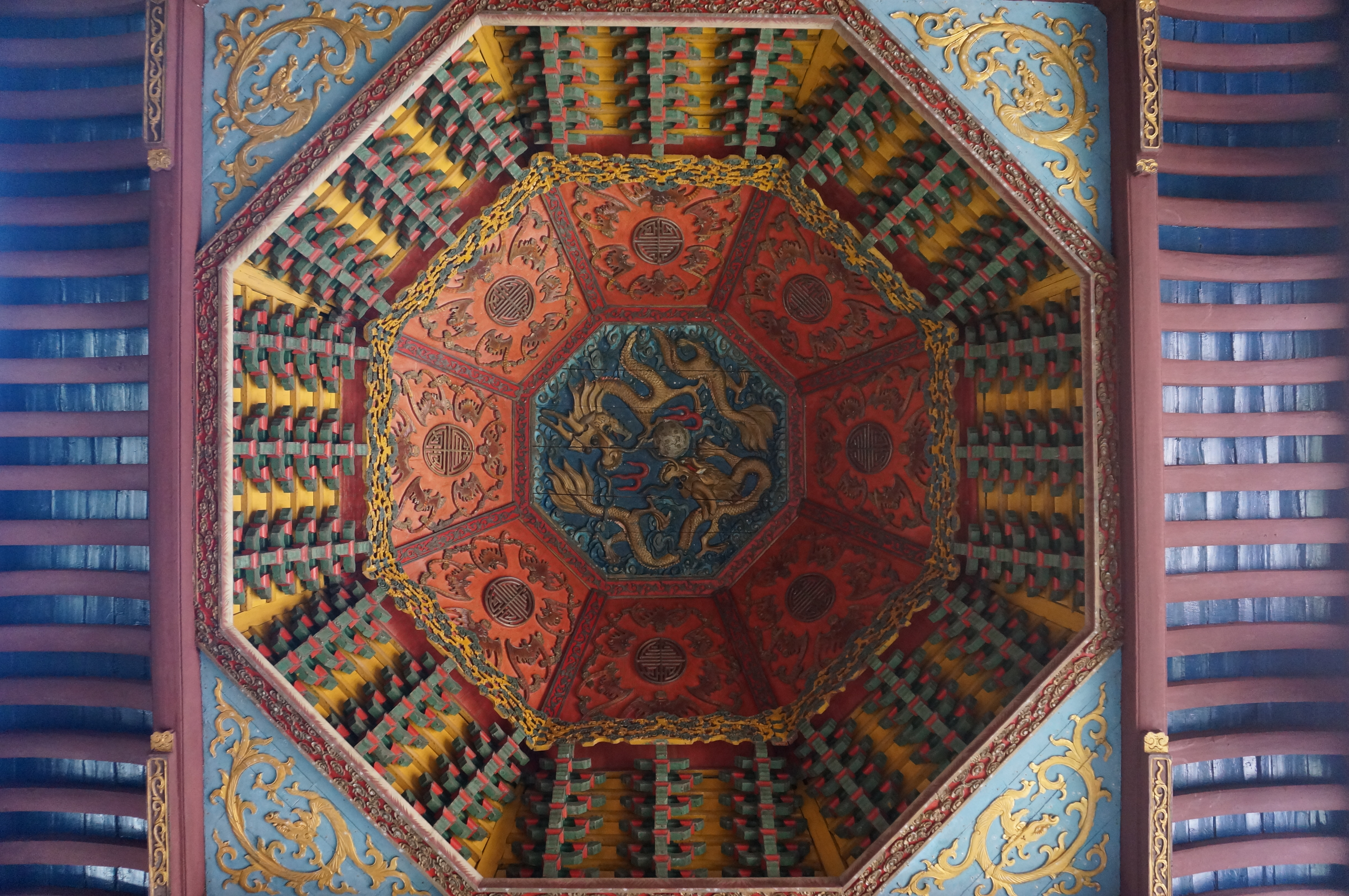
浙江曹娥廟南側穿廊上藻井
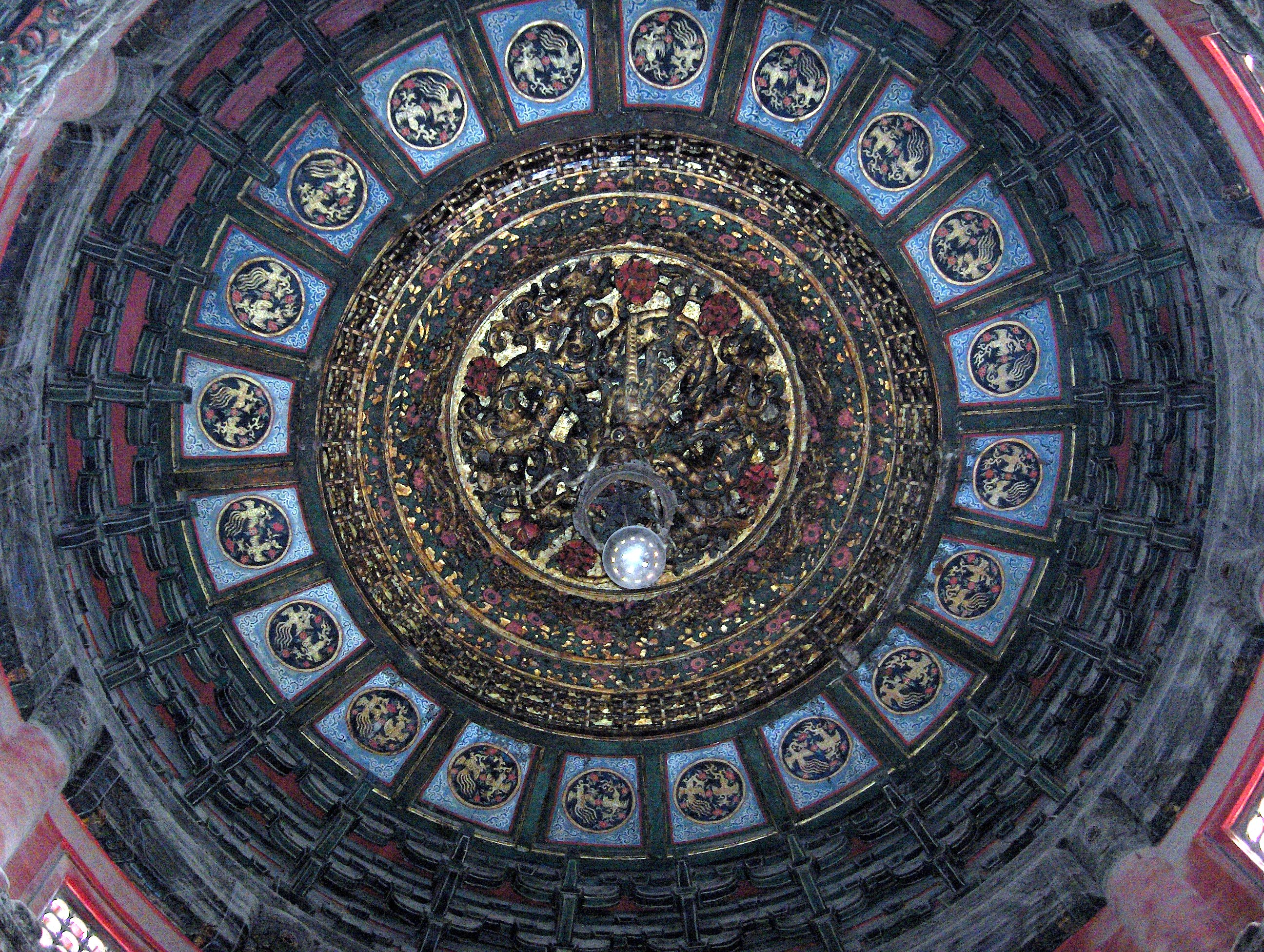
北京紫禁城御花園中的藻井
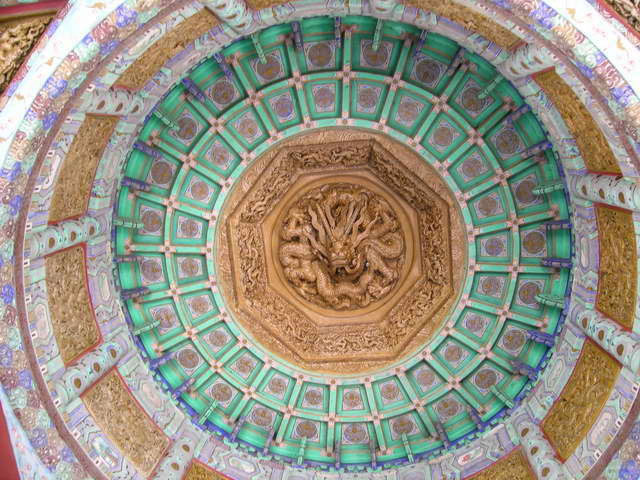
北京北海公園內的藻井
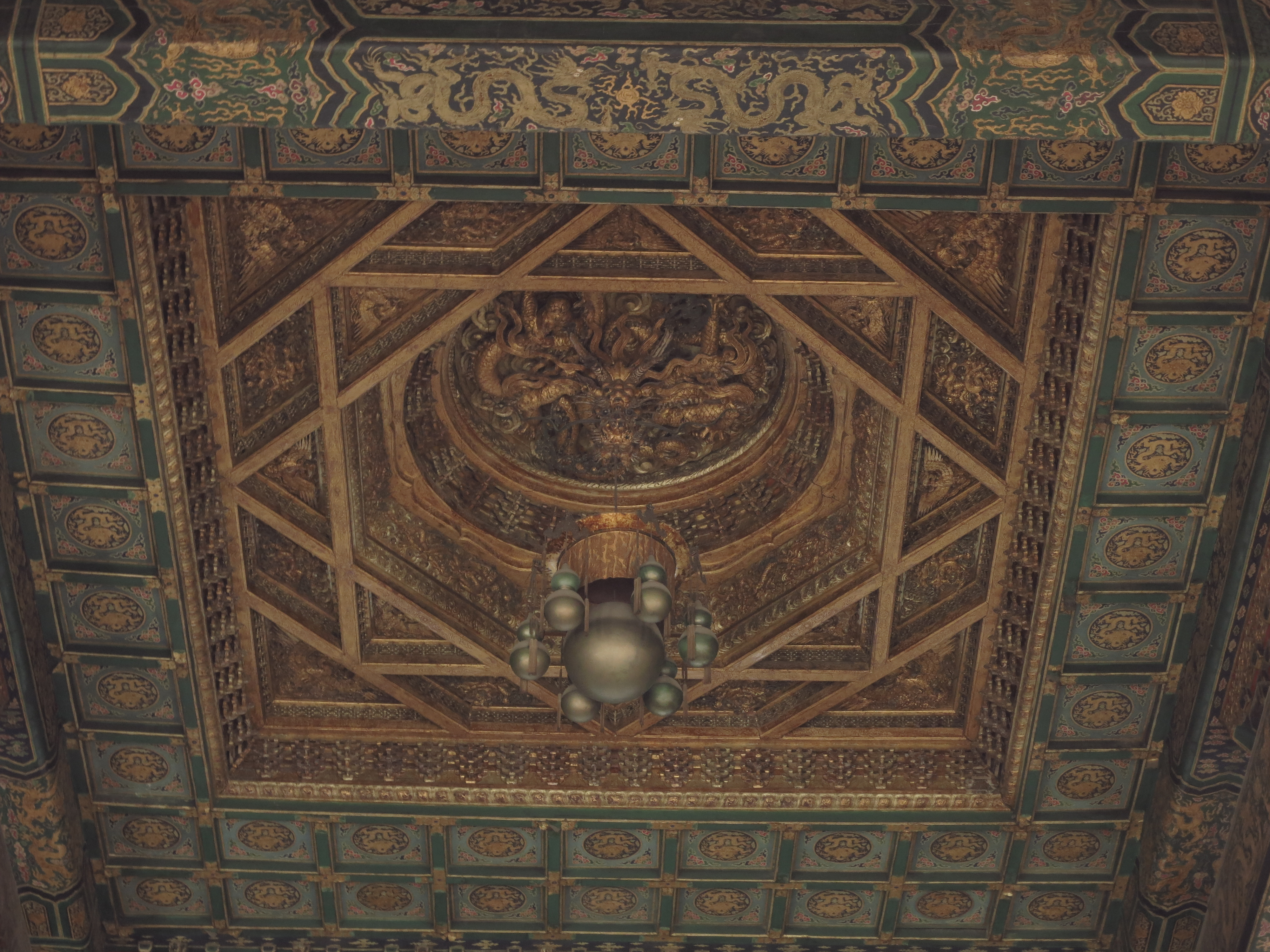
北京紫禁城太和殿藻井和軒轅鏡
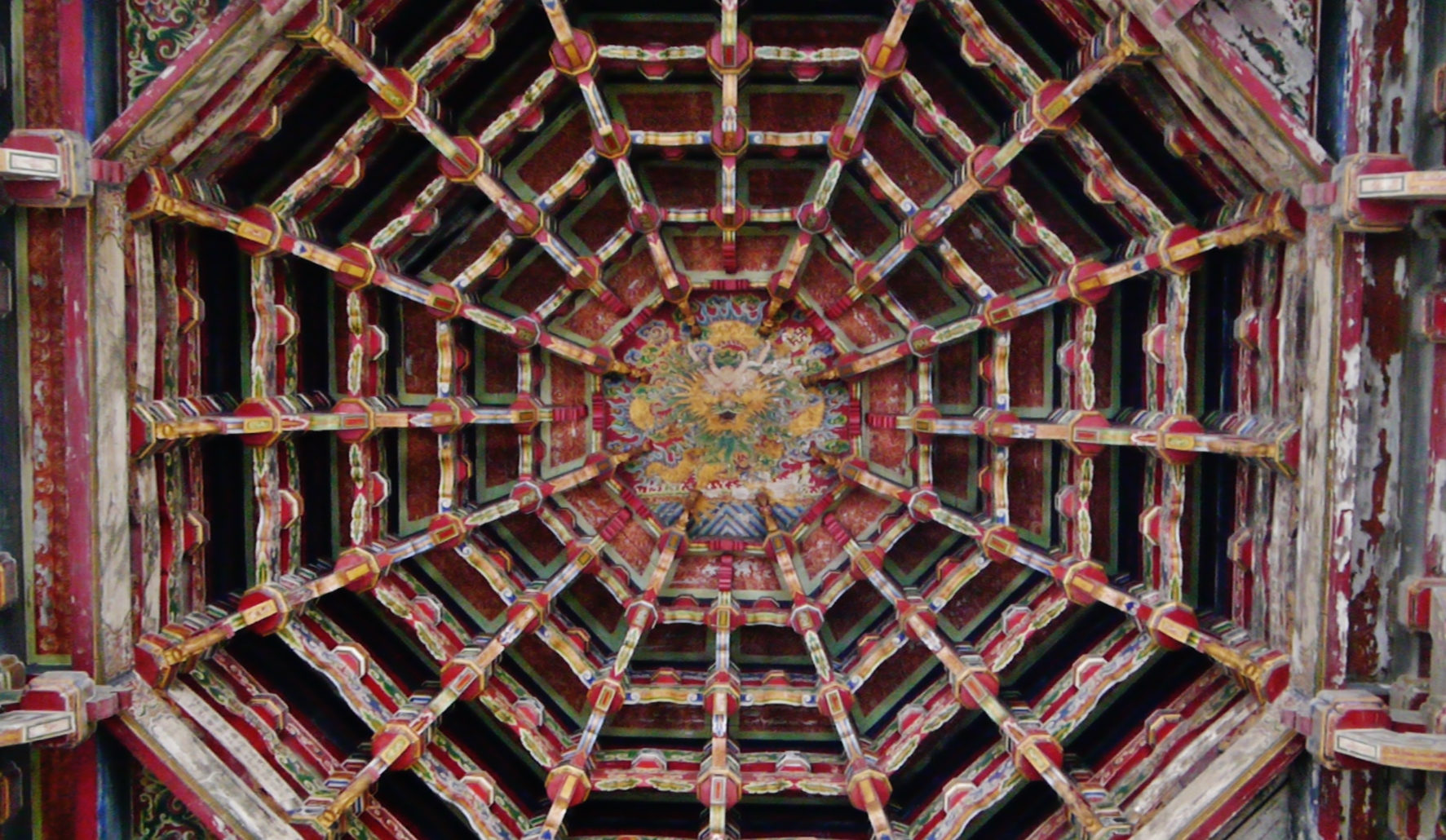
鹿港龍山寺戲台的八卦藻井，溪底派大木匠師王益順之代表作
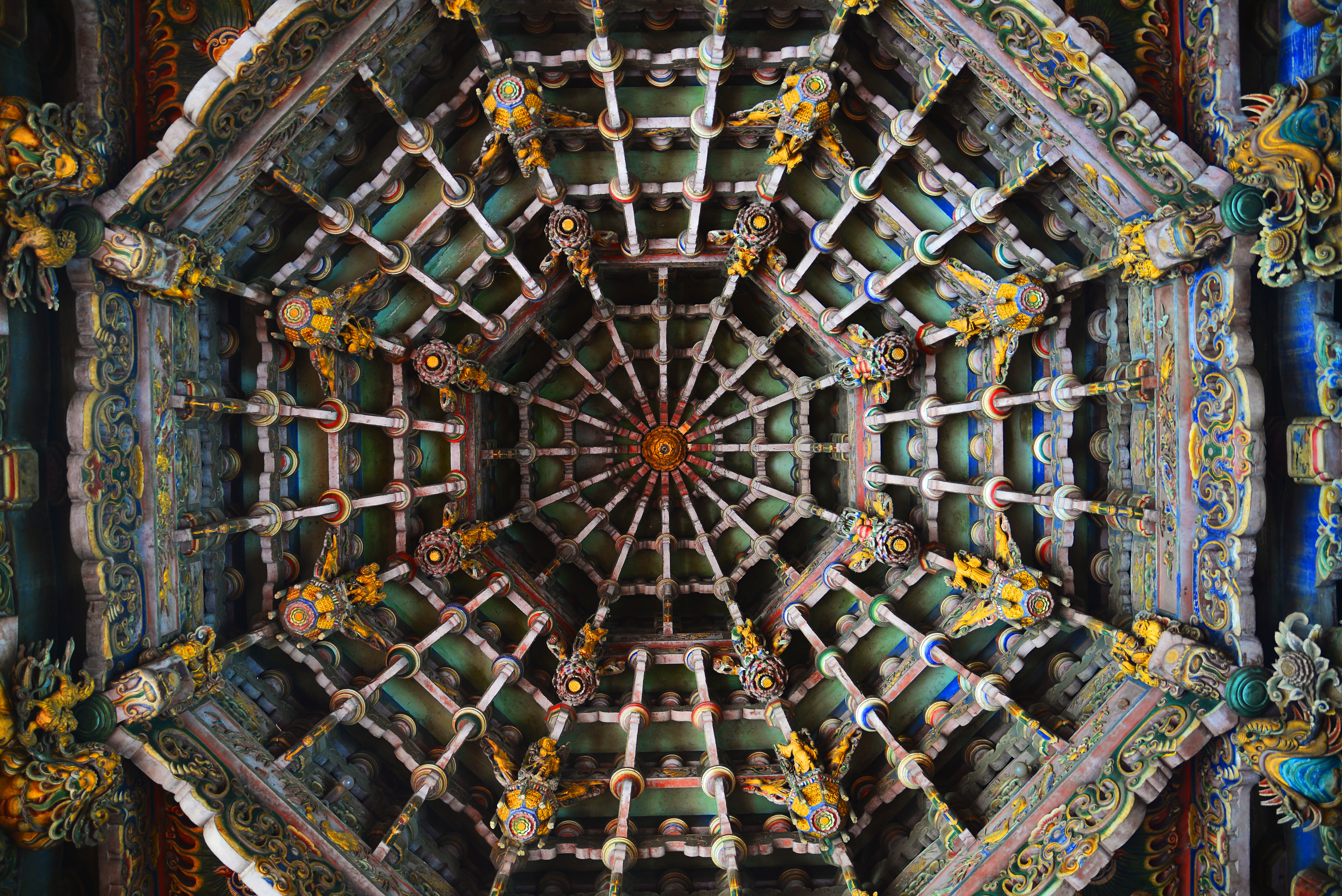
鹿港天后宮的八卦藻井
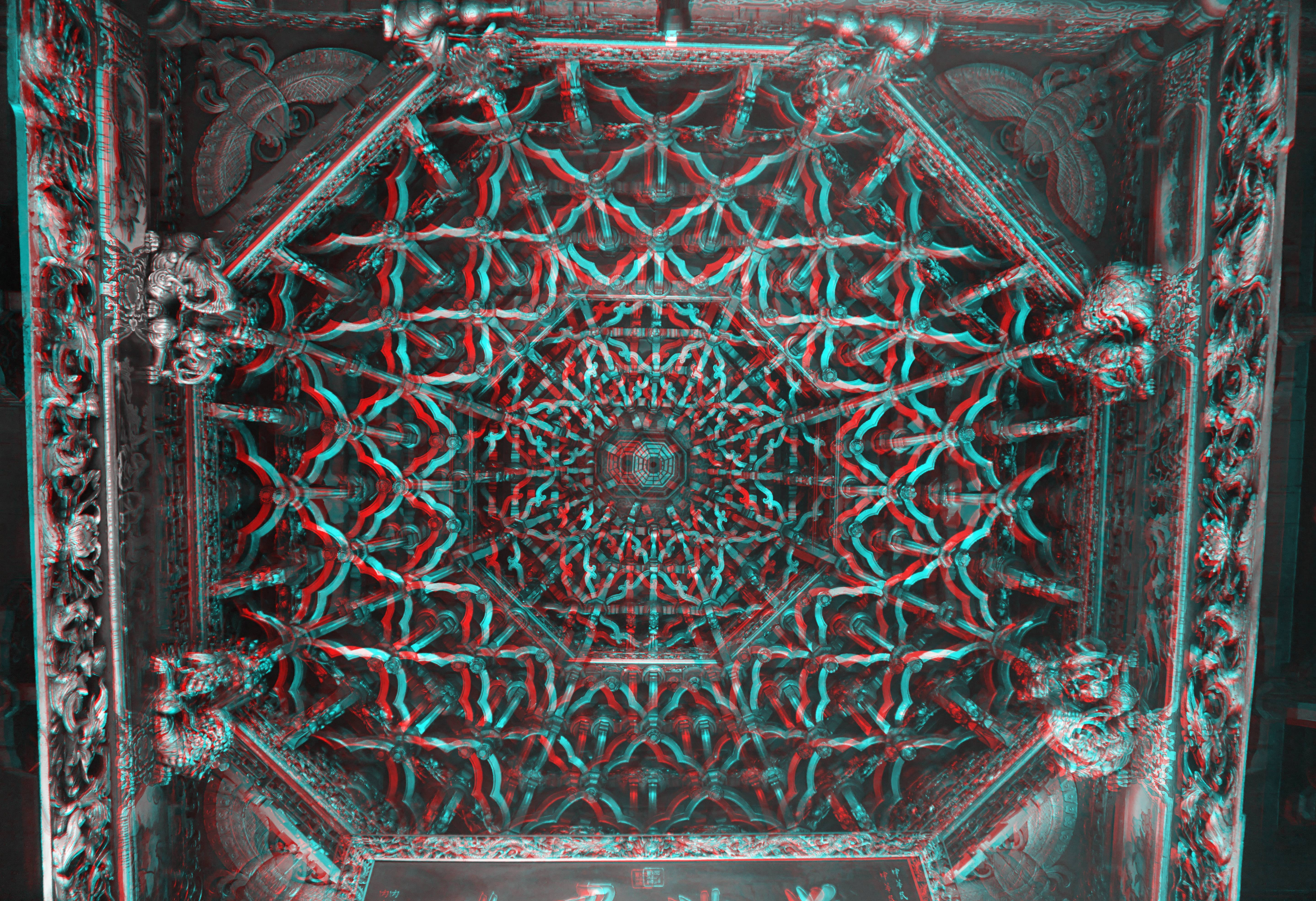
艋舺龍山寺三川殿的蛛網藻井
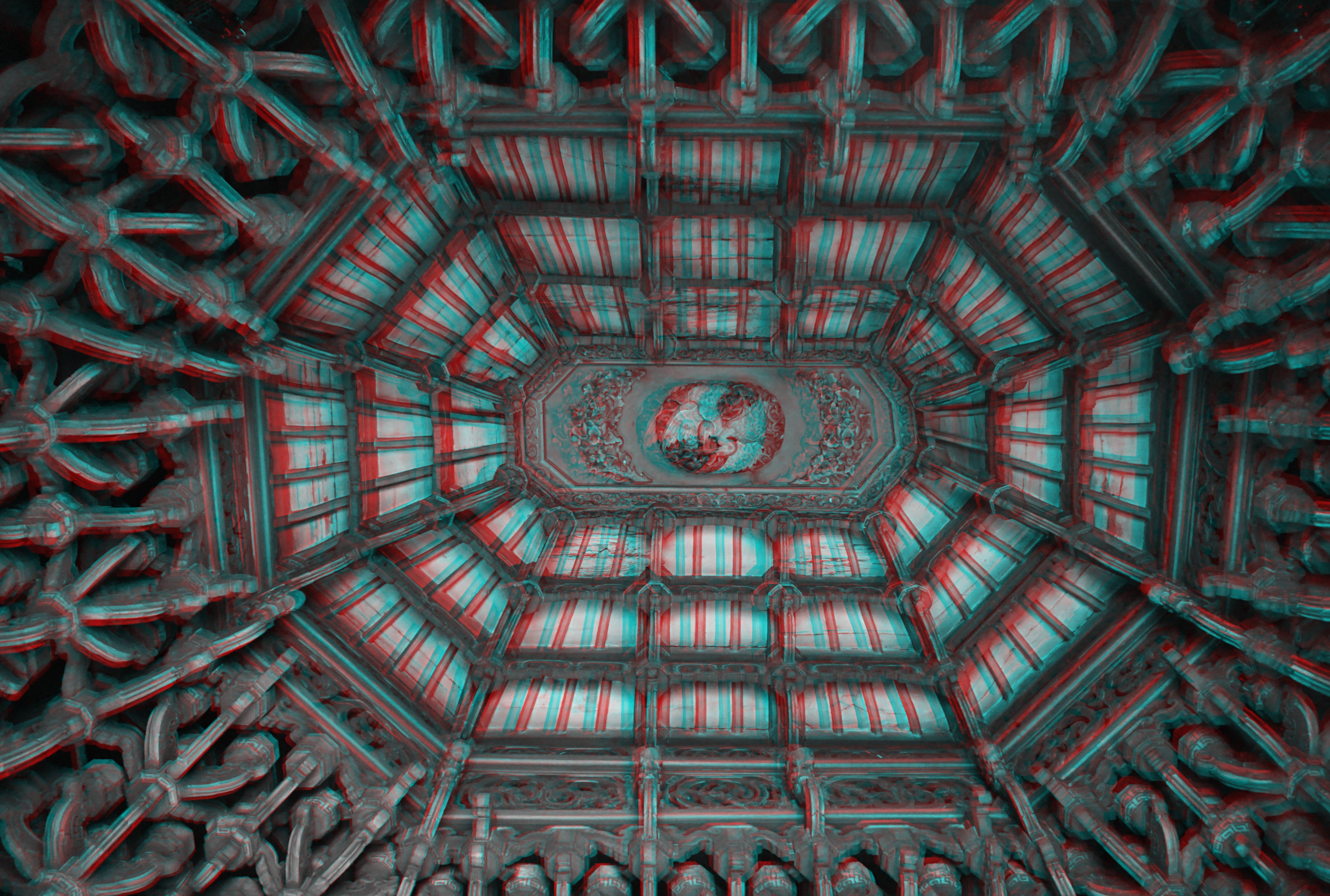
北港朝天宮的「長枝八角蜘蛛結網」
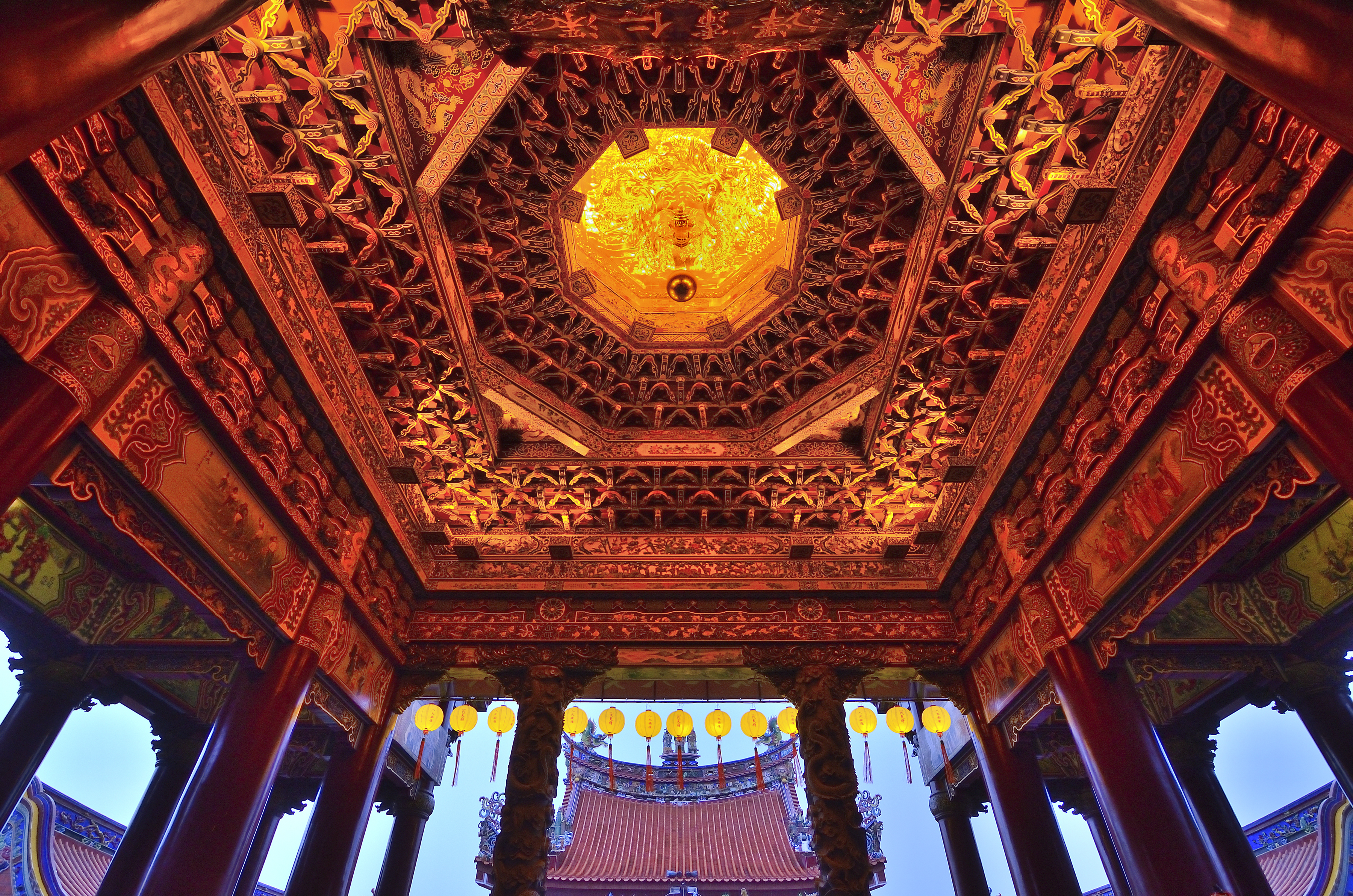
南鯤鯓代天府的藻井
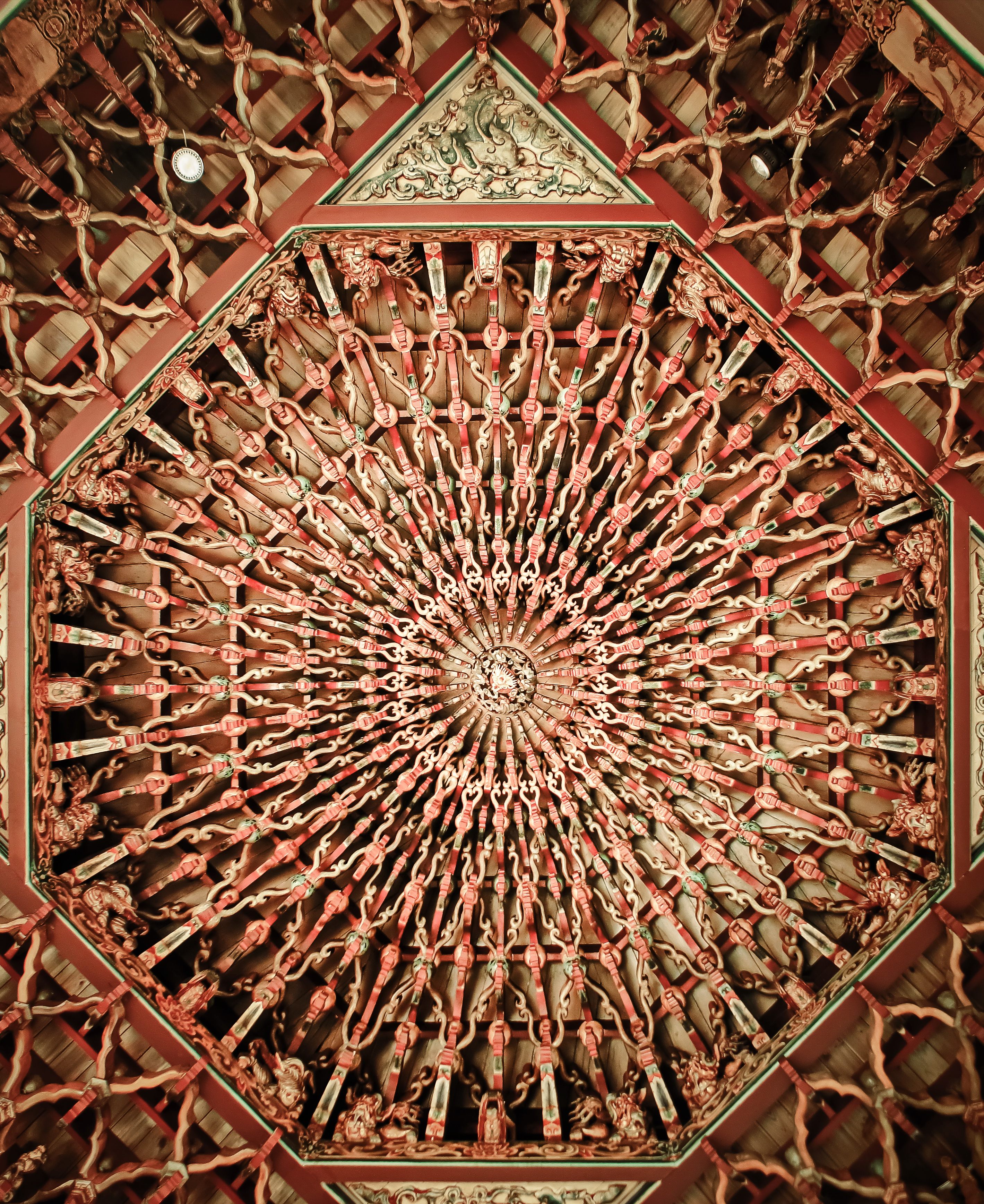
臺南市善化區慶安宮的藻井（1947年）
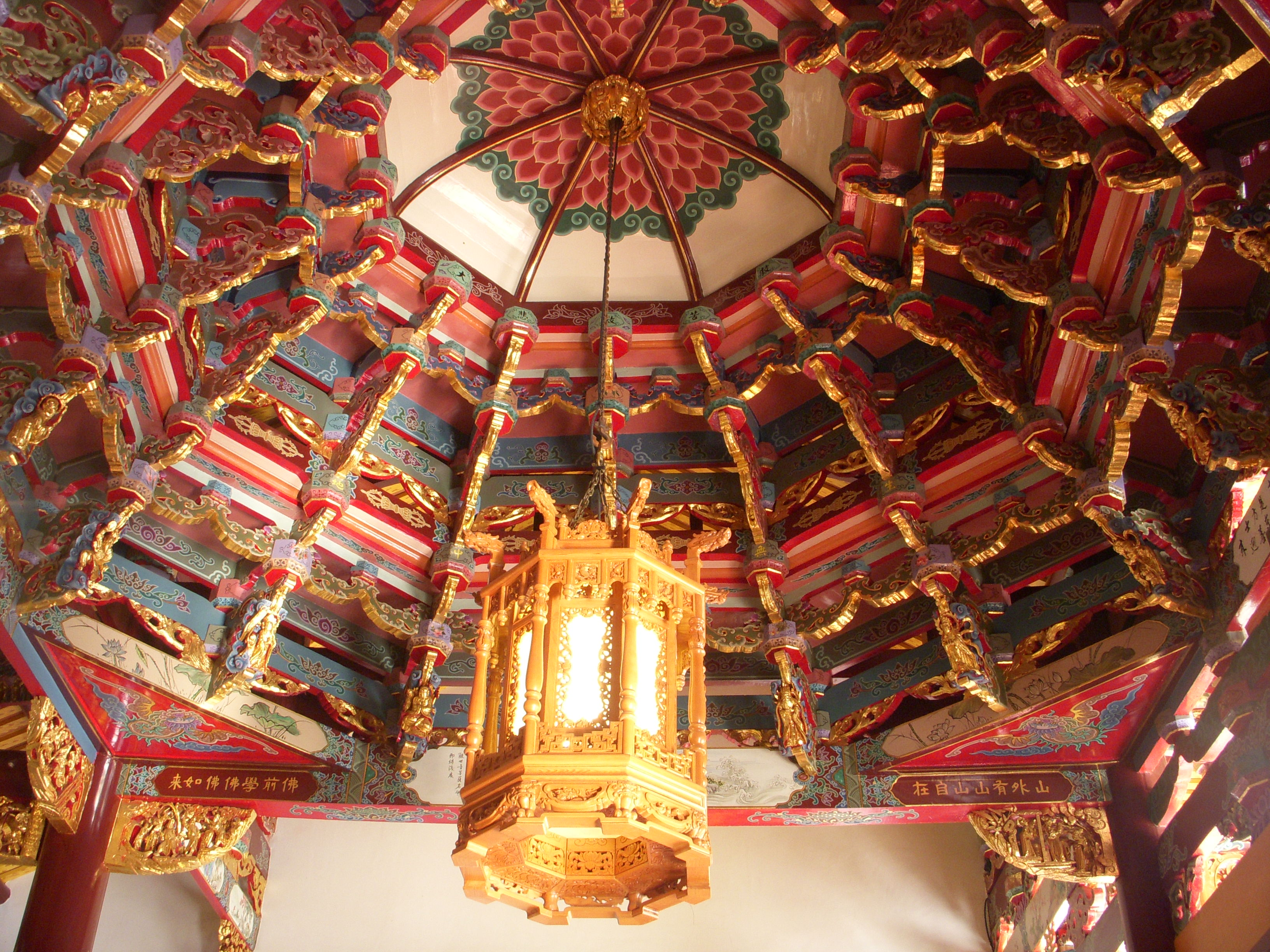
臺北劍潭寺的藻井
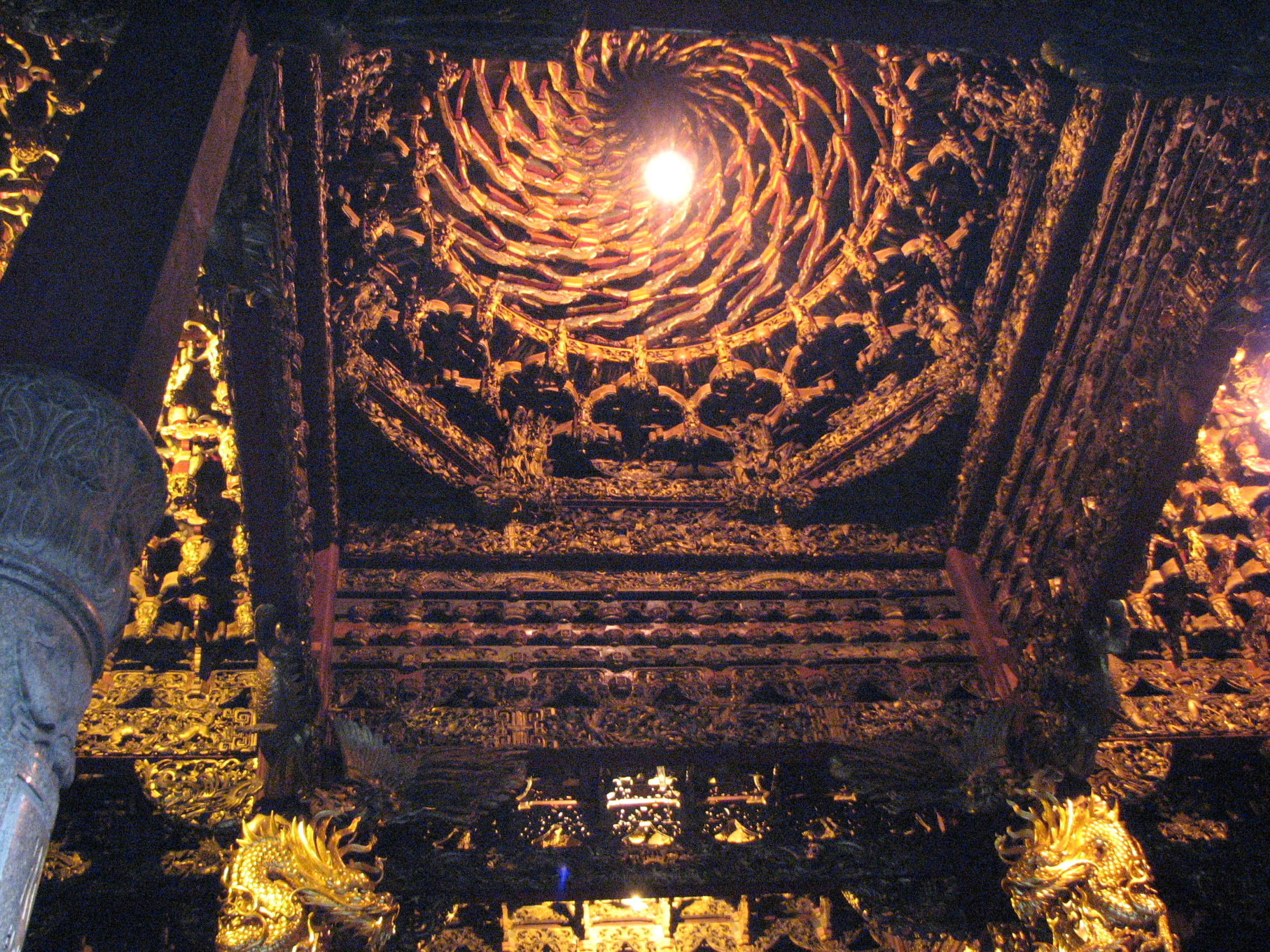
三峽長福巖的迴旋式結網
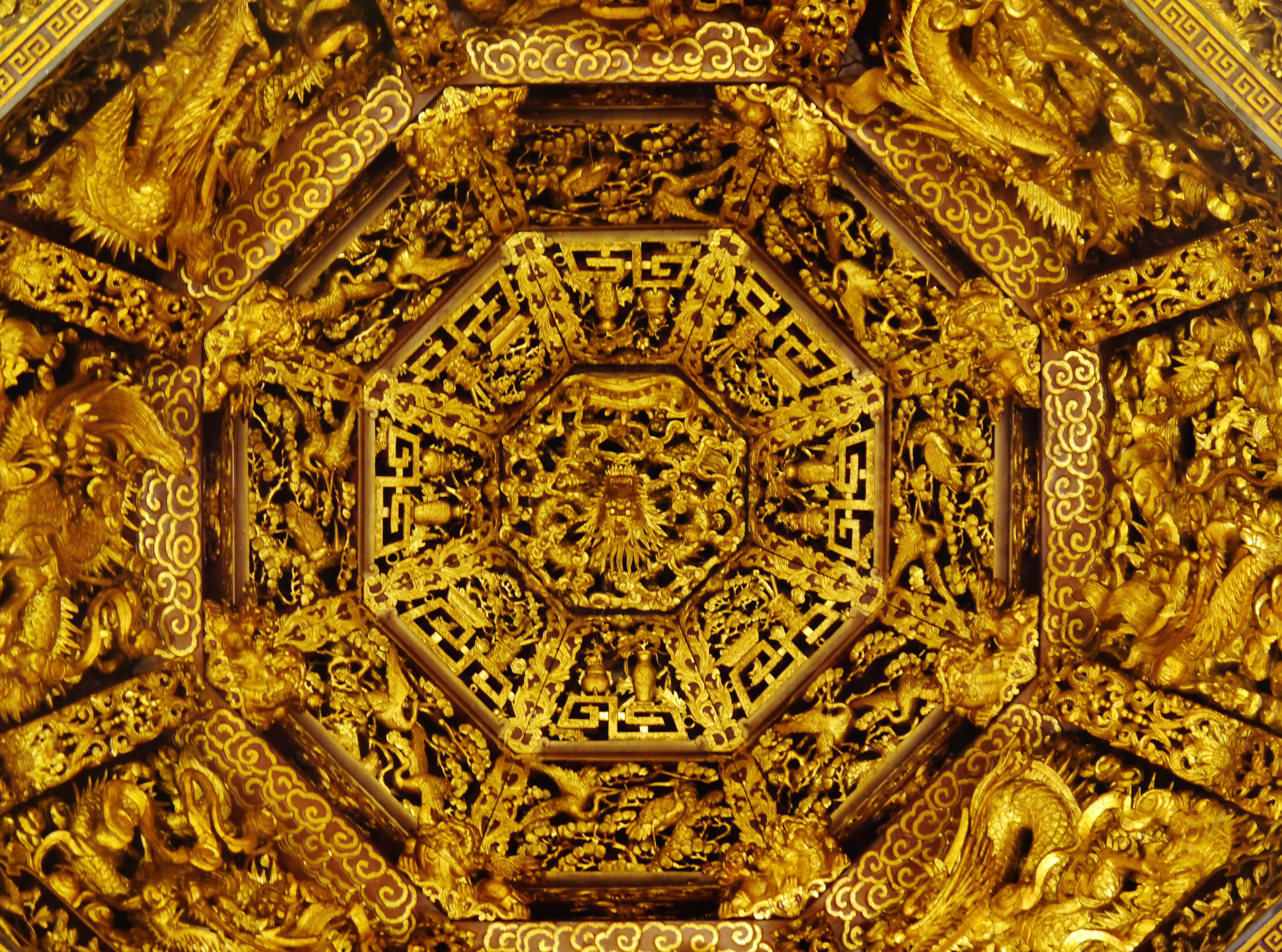
大甲鎮瀾宮的藻井
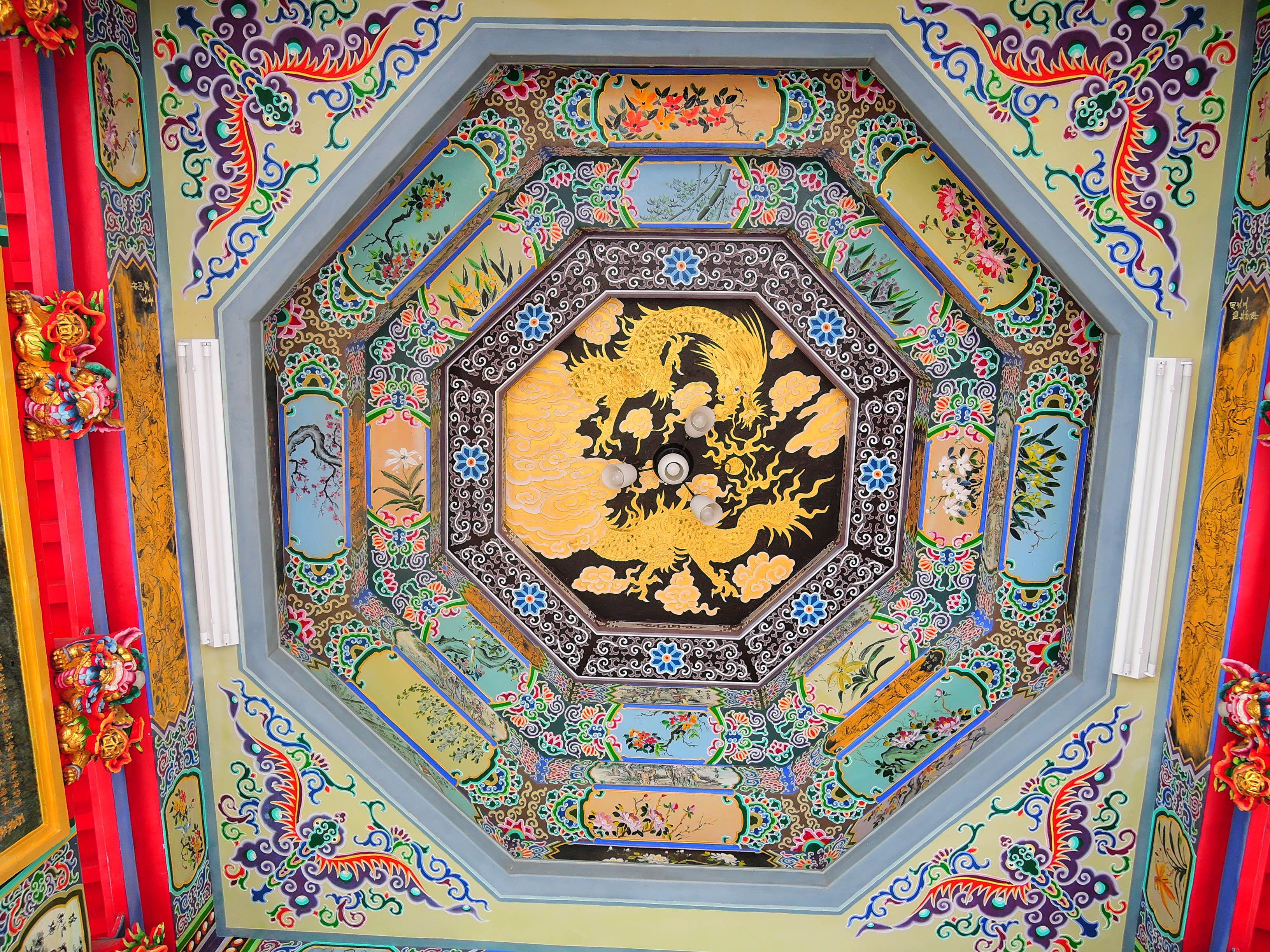
澎湖石泉朱王廟四垂亭以現代方式修建的藻井
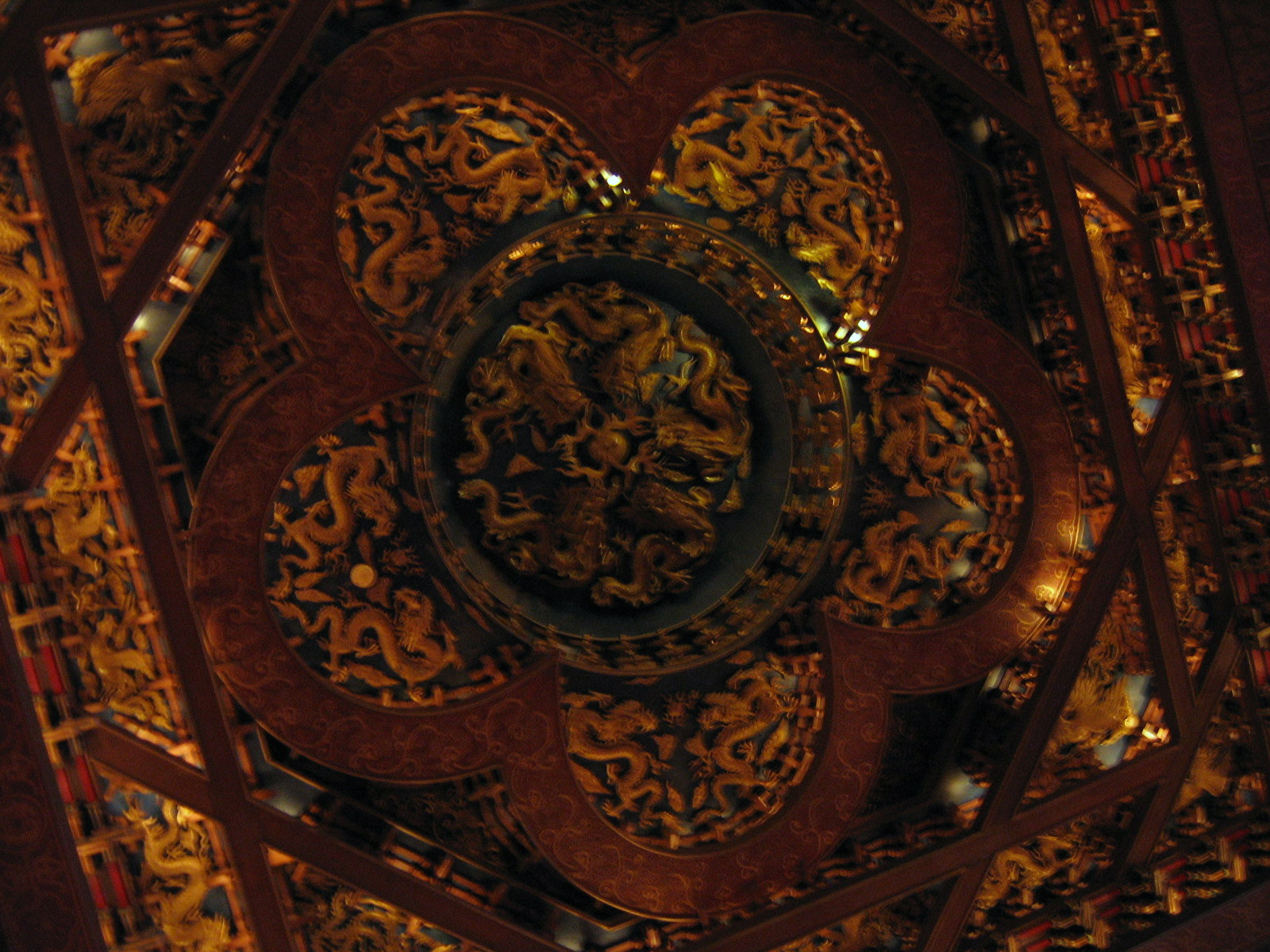
圓山大飯店中以現代方式修建的藻井
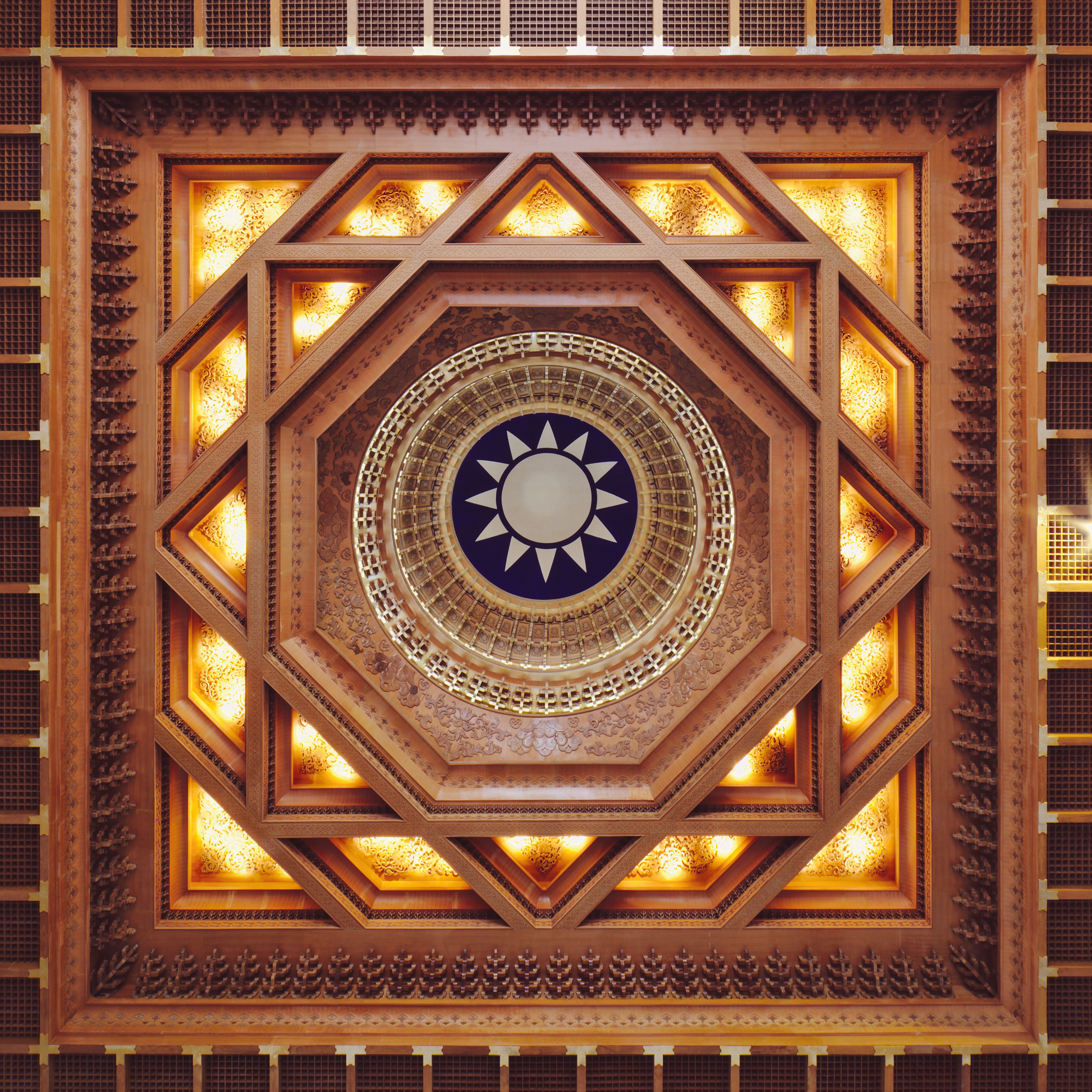
中正紀念堂中以現代方式修建的藻井
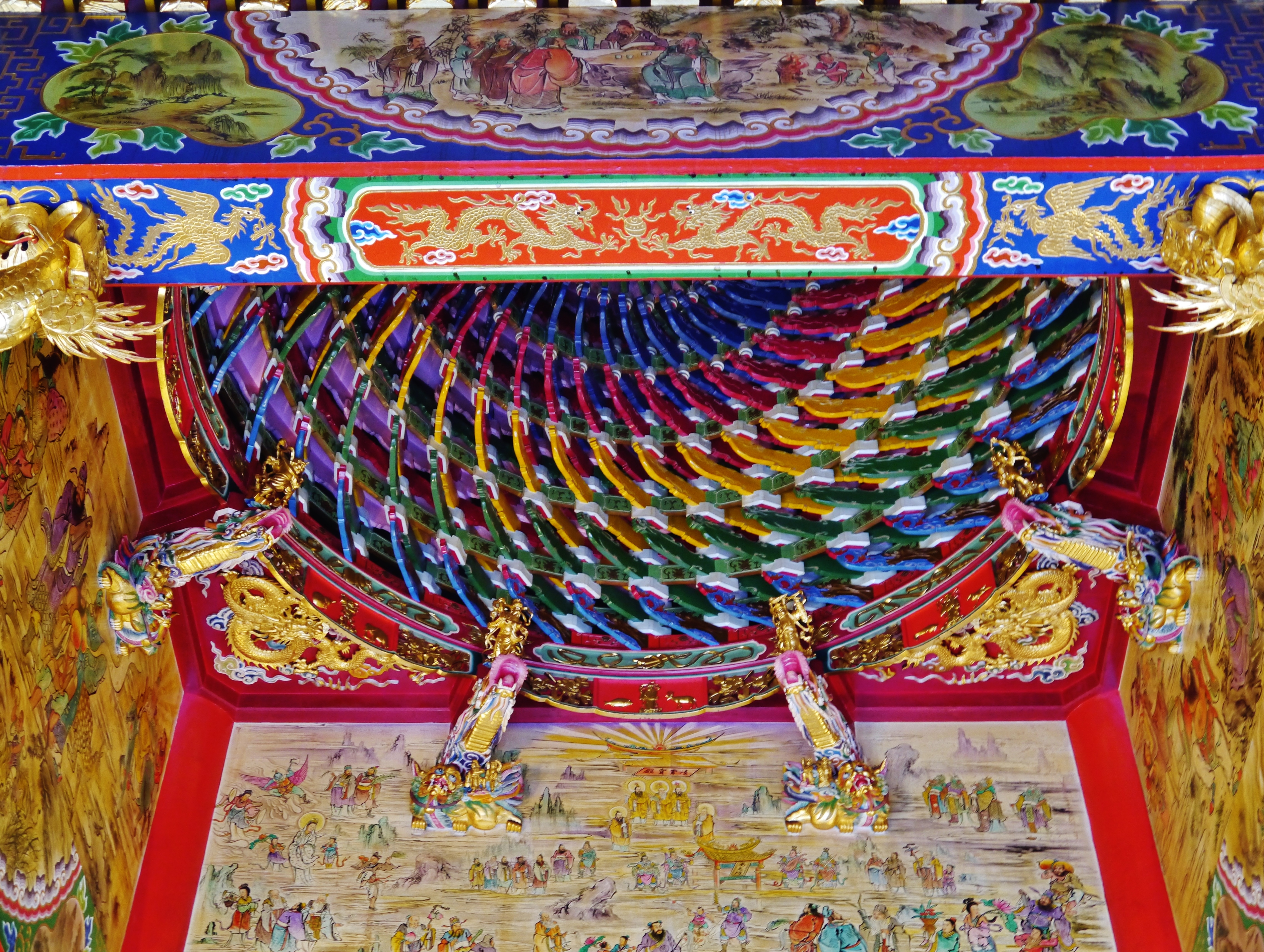
日本聖天宮的藻井